# Myrbitterskivling
Myrbitterskivling (Gymnopilus fulgens) är en svampart som först beskrevs av J. Favre & Maire, och fick sitt nu gällande namn av Rolf Singer 1951. Enligt Catalogue of Life ingår Myrbitterskivling i släktet Gymnopilus,  och familjen Strophariaceae, men enligt Dyntaxa är tillhörigheten istället släktet Gymnopilus,  och familjen Chromocyphellaceae. Arten är reproducerande i Sverige. Inga underarter finns listade i Catalogue of Life.